# Ohtavaara (kulle i Norra Karelen)
Ohtavaara är en kulle i Finland. Den ligger i Lieksa den ekonomiska regionen  Pielinen-Karelen och landskapet Norra Karelen, i den östra delen av landet, 500 km nordost om huvudstaden Helsingfors. Toppen på Ohtavaara är 222 meter över havet.
Terrängen runt Ohtavaara är huvudsakligen platt.  Trakten runt Ohtavaara är nära nog obefolkad, med mindre än två invånare per kvadratkilometer. I omgivningarna runt Ohtavaara växer i huvudsak barrskog.